# Municipio de Bentley (Arkansas)
El municipio de Bentley (en inglés: Bentley Township) es un municipio ubicado en el condado de Conway en el estado estadounidense de Arkansas. En el año 2010 tenía una población de 1337 habitantes y una densidad poblacional de 26,29 personas por km².

## Geografía
El municipio de Bentley se encuentra ubicado en las coordenadas 35°6′17″N 92°45′45″O / 35.10472, -92.76250. Según la Oficina del Censo de los Estados Unidos, el municipio tiene una superficie total de 50.85 km², de la cual 46.83 km² corresponden a tierra firme y (7.89%) 4.01 km² es agua.

## Demografía
Según el censo de 2010, había 1337 personas residiendo en el municipio de Bentley. La densidad de población era de 26,29 hab./km². De los 1337 habitantes, el municipio de Bentley estaba compuesto por el 96.34% blancos, el 0.52% eran afroamericanos, el 1.2% eran amerindios, el 0.15% eran asiáticos, el 0.07% eran isleños del Pacífico, el 0.37% eran de otras razas y el 1.35% pertenecían a dos o más razas. Del total de la población el 2.69% eran hispanos o latinos de cualquier raza.